# Оппенгеймер, Ольга
Ольга Оппенгеймер  (нем. Olga Oppenheimer, verheiratete Worringer — 9 июня 1886 года Кёльн — 4 июля 1941 года, концлагерь Майданек (Люблин), Польша) — немецкий художник и график-экспрессионист. Одна из основателей авангардного Гереон-клуба в Кельне.

## Биография
Ольга была старшей из шести детей оптового торговца тканью Макса Самуэля Оппенгеймера и его жены Эмили Вильгельмин. С 1907 года она училась со своей подругой Эмми Воррингер (Эмили) (1878—1961) в Дахау у Адольфа Хёльцеля и в Мюнхенской Академии. В 1909 году она переехала в Париж, чтобы учиться у Поля Серюзье. В следующем году в Кельне Ольга Оппенгеймер вместе с Воррингер создала студию и школу рисования. В 1911 году вместе с Францем М. Янсеном и Эмми Воррингер основала Гереон-клуб, площадку для выставок современного искусства, здесь проходили выставки в том числе организованные Августом Макке.
Ольга Оппенгеймер — одна из немногих женщин-художников, принявших участие в открывшейся 24 мая 1912 года в Кёльне выставки Ассоциации Зондербунд, продемонстрировавшей новейшие течения в европейском искусстве. Её натюрморт экспонировался в зале 21 с работами рейнских экспрессионистов (картина утрачена).
В 1913 году Оппенгеймер была единственной из немецких художниц, принявшей участие в Арсенальной выставке, прошедшей в Нью-Йорке, Бостоне и Чикаго. На ней были представлены шесть ксилографий художницы . В июле 1913 года два натюрморта Оппенгеймер экспонировались на выставке «Рейнские экспрессионисты» в Бонне.
В 1913 году Ольга вышла замуж за брата Эмми Воррингер, ресторатора Адольфа Воррингера (1882-1960). После рождения двух сыновей она оставила занятия живописью, возможно, из-за начавшейся депрессии. В годы Первой мировой войны её болезнь прогрессировала, в 1918 году семья поместила Ольгу в санаторий в Вальдбрейтбахе. С приходом к власти национал-социалистов Оппенгеймер как еврейка подверглась преследованиям. В 1936 году её муж в соответствии с Нюрнбергскими расовыми законами развёлся с Ольгой. В 1941 году она была депортирована в концентрационный лагерь Майданек и там убита.
Творчество художницы в настоящее время почти забыто. Автор статьи в Frankfurter Allgemeine Zeitung (2012) отмечал, что на прошедшей в Музее Вальрафа-Рихарца выставке-реконструкции «1912 — Mission Modern. „Jahrhundertschau des Sonderbundes“», посвящённой деятельности Ассоциации Зондербунд, произведения Оппенгеймер не экспонировались, а её имя лишь упоминалось в каталоге.